# Ľuboš Bartečko
Ľuboš Bartečko, född 14 juli 1976 i Kežmarok, Tjeckoslovakien, i nuvarande Slovakien, är en före detta slovakisk professionell ishockeyspelare som senaste spelade för HK Poprad i Extraliga.
Ľuboš Bartečko har spelat i NHL för St. Louis Blues och Atlanta Thrashers. Sedan dess har han även spelat för HC Sparta Prag och HC Dynamo Moskva.
Mellan 2005 och 2009 spelade Bartečko för Luleå Hockey i Elitserien, där han var en av lagets bästa poängplockare. Han har även spelat i Färjestads BK. Den 18 juni 2009 meddelade han att han går till schweiziska SC Bern. Bartečko var med i en bytesaffär med Färjestads Lee Goren i januari 2010. Säsongen 2010–11 spelade han för Modo Hockey. Han är 183 cm lång och väger dryga 86 kg.

## Klubbar
- HK Poprad, 1993-1995, 1998, 2005, 2006, 2010-2011, 2014-
- Chicoutimi Saguenéens, 1995-1996
- Drummondville Voltigeurs, 1996-1997
- Worcester IceCats, 1997-2000
- St. Louis Blues, 1998-2001
- Atlanta Thrashers, 2001-2003
- HC Sparta Prag, 2003-2004
- HC Dynamo Moskva, 2004-2005
- Luleå Hockey, 2005-2009
- MHK Kežmarok, 2007, 2008
- SC Bern, 2009-2010
- Färjestad BK, 2009-2010
- Modo Hockey, 2010-2011
- HC Lev Poprad, 2011-2012
- HC Lev Praha, 2012-2013
- Piráti Chomutov, 2013-2014